# セックス (かかしの曲)
「セックス」は、1997年7月21日に発売されたかかしのシングル・楽曲。

## 概要
バカボン鬼塚がかかしのメンバーと、ラジオディレクターの女性と居酒屋で飲んでいたとき、下ネタで盛り上がった。鬼塚が小用に立ったとき、「セックス」という言葉を使わずに「せ」から始まる思わせぶりの曲を作ろうと思いつき、これをメンバーに話したら大ウケし制作に至った。
ダブル・オーレコードがソニー・ミュージックレコーズ（SMR）に吸収されたことにより、1997年11月4日からSMRによる発売になったため、CDの品番を「OODO-5032」から「SRDL-4477」に替えて販売された。現在はCDシングルは廃盤となっている。

## 収録曲
品番：OODO-5032・SRDL-4477（1997/11/04～）
1. セックス
2. セックス （オリジナル・カラオケ）

## 収録アルバム
- 万博 (1997)
  - トラック#8に収録
- 万博 (2004)
  - トラック#12に収録
- かかしベストアルバム〜タイトル「未定」〜
  - トラック#2に収録